# Портрет жінки (Доссо Доссі)
Портрет жінки (італ. Ritratto di una donna, фр. Portrait de femme) — картина італійського художника Доссо Доссі (бл. 1490—1542), представника Феррарської школи живопису. За гіпотезами дослідників на ній зображена відома куртизанка Лаура Діанті.
Зберігається в Музеї Конде (Шантії, Франція).